# Olivia Newton Bundy
Brian Tutunick (născut pe 31 martie 1968) este un muzician american mai cunoscut sub numele de Olivia Newton Bundy care a fost basist și co-fondator al trupei rock Marilyn Manson în care a cântat până în 1990 când a fost înlocuit de Gidget Gein. Numele său de scenă este o combinație între numele cântăreței Olivia Newton-John și cel al criminalului în serie, Ted Bundy.